# Santo dos Santos

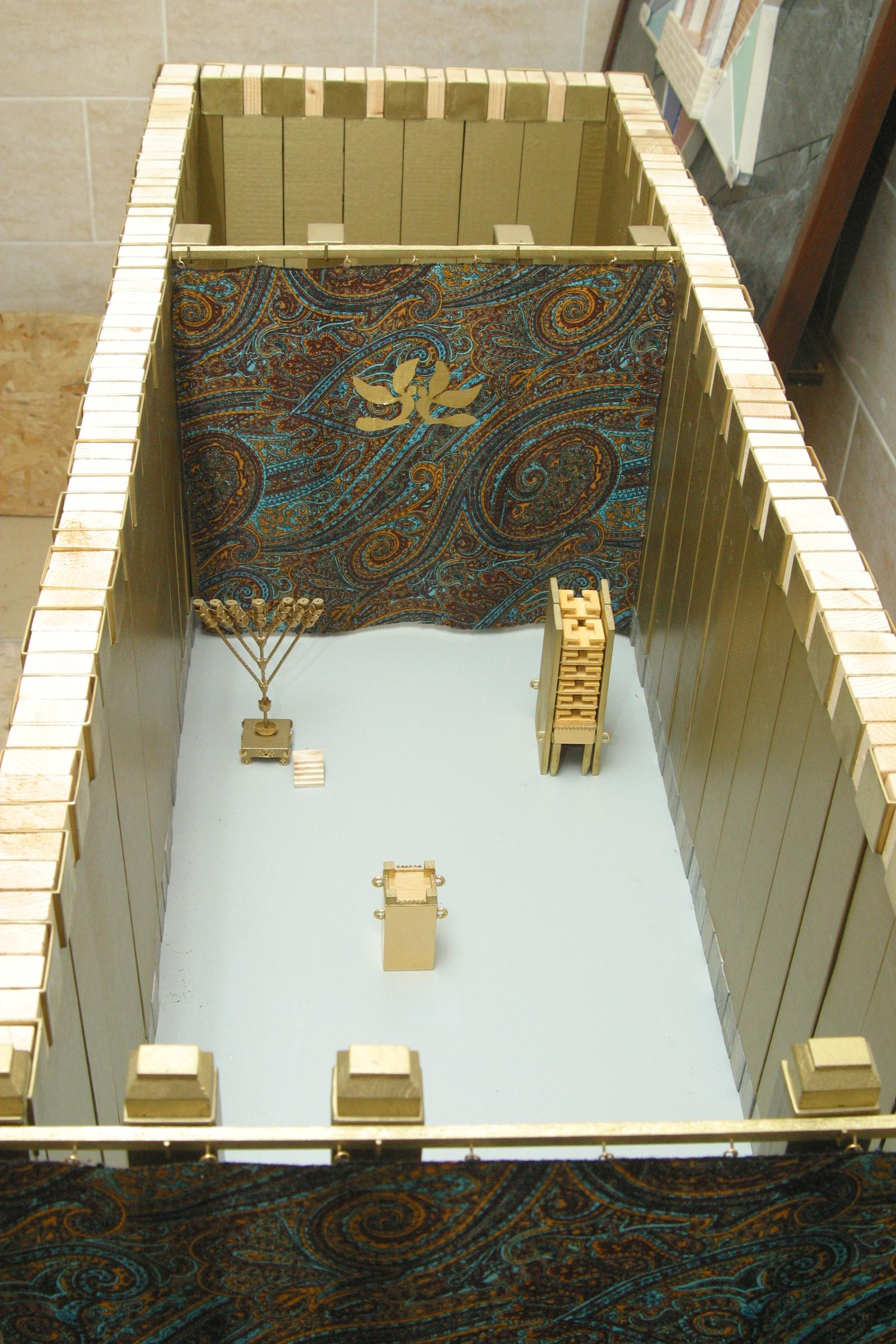
Um modelo representando a divisão do Santuário, em primeiro plano o Lugar Santo e ao fundo o Santo dos Santos.

Santo dos Santos ou Santíssimo Lugar era uma sala do Tabernáculo, e mais tarde, se transformou em uma sala do Templo de Salomão de 10 cúbitos x 10 cúbitos (5 m x 5 m) onde ficava guardada a Arca da Aliança. Era aqui que se realizava anualmente uma cerimônia de sacrifício expiatório de um cordeiro sem mácula (Ex. 12:5) pelos pecados do povo (Lev 4:35). Esta sala ficava separada do templo por uma cortina de linho. Em caso de estar em pecado ao entrar, o sacerdote morria. E como o lugar era santíssimo, outros não poderiam entrar, somente ele.
Arão, o irmão de Moisés, foi o primeiro sumo sacerdote de Israel. Ele foi sucedido pelo seu filho mais velho (sobrevivente), Eleazar. O sumo sacerdote (Heb. hakohen, "o sacerdote", hakohen hagadol, "o grande Sacerdote") tinha a posição mais alta na hierarquia Israelita. O sumo sacerdote foi ungido assim como um rei na sua coroação. Ele usava vestes especiais, tinha uma coroa, e um peitoral que continha o urim e o tumim. Ele entrava no Santo dos Santos para fazer expiação pelos pecados da sua própria casa como também pelos pecados da nação. Para adentrar ao lugar santíssimo havia também a cerimônia do incenso, onde sumo sacerdote tinha todo um ritual a cumprir para só então poder entrar ao santo dos santos.